# École nationale supérieure d'arts et métiers de Rabat
 (août 2018).
Si vous disposez d'ouvrages ou d'articles de référence ou si vous connaissez des sites web de qualité traitant du thème abordé ici, merci de compléter l'article en donnant les références utiles à sa vérifiabilité et en les liant à la section « Notes et références ».
 (juin 2021).
La mise en forme du texte ne suit pas les recommandations de Wikipédia : il faut le « wikifier ».
Les points d'amélioration suivants sont les cas les plus fréquents. Le détail des points à revoir est peut-être précisé sur la page de discussion.
- Les titres sont pré-formatés par le logiciel. Ils ne sont ni en capitales, ni en gras.
- Le texte ne doit pas être écrit en capitales (les noms de famille non plus), ni en gras, ni en italique, ni en « petit »…
- Le gras n'est utilisé que pour surligner le titre de l'article dans l'introduction, une seule fois.
- L'italique est rarement utilisé : mots en langue étrangère, titres d'œuvres, noms de bateaux, etc.
- Les citations ne sont pas en italique mais en corps de texte normal. Elles sont entourées par des guillemets français : « et ».
- Les listes à puces sont à éviter, des paragraphes rédigés étant largement préférés. Les tableaux sont à réserver à la présentation de données structurées (résultats, etc.).
- Les appels de note de bas de page (petits chiffres en exposant, introduits par l'outil «  Source ») sont à placer entre la fin de phrase et le point final[comme ça].
- Les liens internes (vers d'autres articles de Wikipédia) sont à choisir avec parcimonie. Créez des liens vers des articles approfondissant le sujet. Les termes génériques sans rapport avec le sujet sont à éviter, ainsi que les répétitions de liens vers un même terme.
- Les liens externes sont à placer uniquement dans une section « Liens externes », à la fin de l'article. Ces liens sont à choisir avec parcimonie suivant les règles définies. Si un lien sert de source à l'article, son insertion dans le texte est à faire par les notes de bas de page.
- La présentation des références doit suivre les conventions bibliographiques. Il est recommandé d'utiliser les modèles {{Ouvrage}}, {{Chapitre}}, {{Article}}, {{Lien web}} et/ou {{Bibliographie}}. Le mode d'édition visuel peut mettre en forme automatiquement les références.
- Insérer une infobox (cadre d'informations à droite) n'est pas obligatoire pour parachever la mise en page.

Pour une aide détaillée, merci de consulter Aide:Wikification.
Si vous pensez que ces points ont été résolus, vous pouvez retirer ce bandeau et améliorer la mise en forme d'un autre article.
Pour les articles homonymes, voir ENSAM.
L'École nationale supérieure d'Arts et Métiers Rabat (ENSAM de Rabat, anciennement nommée ENSET de Rabat) est un établissement public d'éducation marocain relevant du Ministère de l’Éducation Nationale, de l’Enseignement Supérieur, de la Formation des Cadres et de la Recherche Scientifique.
Elle est rattachée à l'Université Mohammed V de Rabat depuis 2010 sous l'ancien nom ENSET de Rabat. 
Créée en 1980, l'école a pour mission de former des Ingénieurs dans les différents domaines, Électrique, Mécanique, Biomédicale, Aéronautique, Intelligence artificielle... , Elle est rattachée à l'Université Mohammed V de Rabat depuis juillet 2010.
Pour contribuer à l'effort national de mise à niveau de l'entreprise, l’ENSAM de Rabat intègre plusieurs cycles de formation, Master et Licence professionnelle. 
L'ENSAM de Rabat est une académie locale Cisco et un centre  UNESCO-UNEVOC (en).

## Missions
L'ENSAM-Rabat a pour mission :
- Former des ingénieurs d'État Arts et Métiers ;
- Développer une activité de recherche à l'aide des moyens techniques dont dispose l'école.

## Formations
L'École est habilitée à préparer le diplôme d'ingénieur d'État Arts & Métiers, ainsi que les diplômes suivants (sur accréditation) :  
- Diplôme universitaire de technologie ;
- Licence professionnelle ;
- Master professionnel ;
- Doctorat en science de l'ingénieur.

## Structures pédagogiques
L'ENSAM comprend actuellement plusieurs départements :
- Département Génie mécanique
- Département Génie électrique;
- Département Génie biomédical;
- Département Génie eau et environnement ;
- Département Mathématiques et informatiques ;
- Département Génie des matériaux;
- Département langues;

## Formation d'Ingénieur d'État Arts & Métiers
Le diplôme d'ingénieur d'État Arts & Métiers valide une formation de 5 ans (10 semestres) et se scinde en deux cycles  : cycle préparatoire intégré et cycle ingénieur ou sur 3 ans pour les bac+2/bac+3.
La formation Ingénieur Arts et Métiers se compose de modules communs pour toutes les filières et de modules spécifiques à chacune d'entre elles. Les modules spécifiques nommés "approfondissements" sont enseignés en 4ème et 5ème année sous forme d’unités d’enseignements capacitaires « UEC » et des unités d’expertises « UE ».

### Admission à la formation Ingénieur Arts et Métiers
L'ENSAM présente 3 possibilités d'accès à la formation Ingénieur Arts et Métiers de Rabat : en 1ère année, en 3ème année et en 4ème année. 

### Filières
Les filières accréditées (Année universitaire 2019/2020) au cycle d'ingénieur sont les suivantes : 
À Rabat : 
- Génie biomédical
- Génie Industriel et Technologie Numérique
- Génie mécanique
- Génie des Matériaux, Qualité et Environnement
- Energie Electrique et Industrie Numérique
- Génie mécanique pour l'industrie aéronautique
- Industrie Numérique, Data et Intelligence Artificielle
- Ingénierie des Systèmes Energétiques

### Double diplôme
L’ENSAM-Rabat offre la possibilité de faire des stages et semestres d'études à l'étranger, ou encore de poursuivre une formation de double diplomation.